# Cot Simpangrot
Cot Simpangrot är en kulle i Indonesien.   Den ligger i provinsen Aceh, i den västra delen av landet, 1 800 km nordväst om huvudstaden Jakarta. Toppen på Cot Simpangrot är 131 meter över havet.
Terrängen runt Cot Simpangrot är varierad.Runt Cot Simpangrot är det tätbefolkat, med 276 invånare per kvadratkilometer. Närmaste större samhälle är Banda Aceh, 17,8 km norr om Cot Simpangrot. Omgivningarna runt Cot Simpangrot är en mosaik av jordbruksmark och naturlig växtlighet.